# Escalera del Jordán del Palacio de Invierno

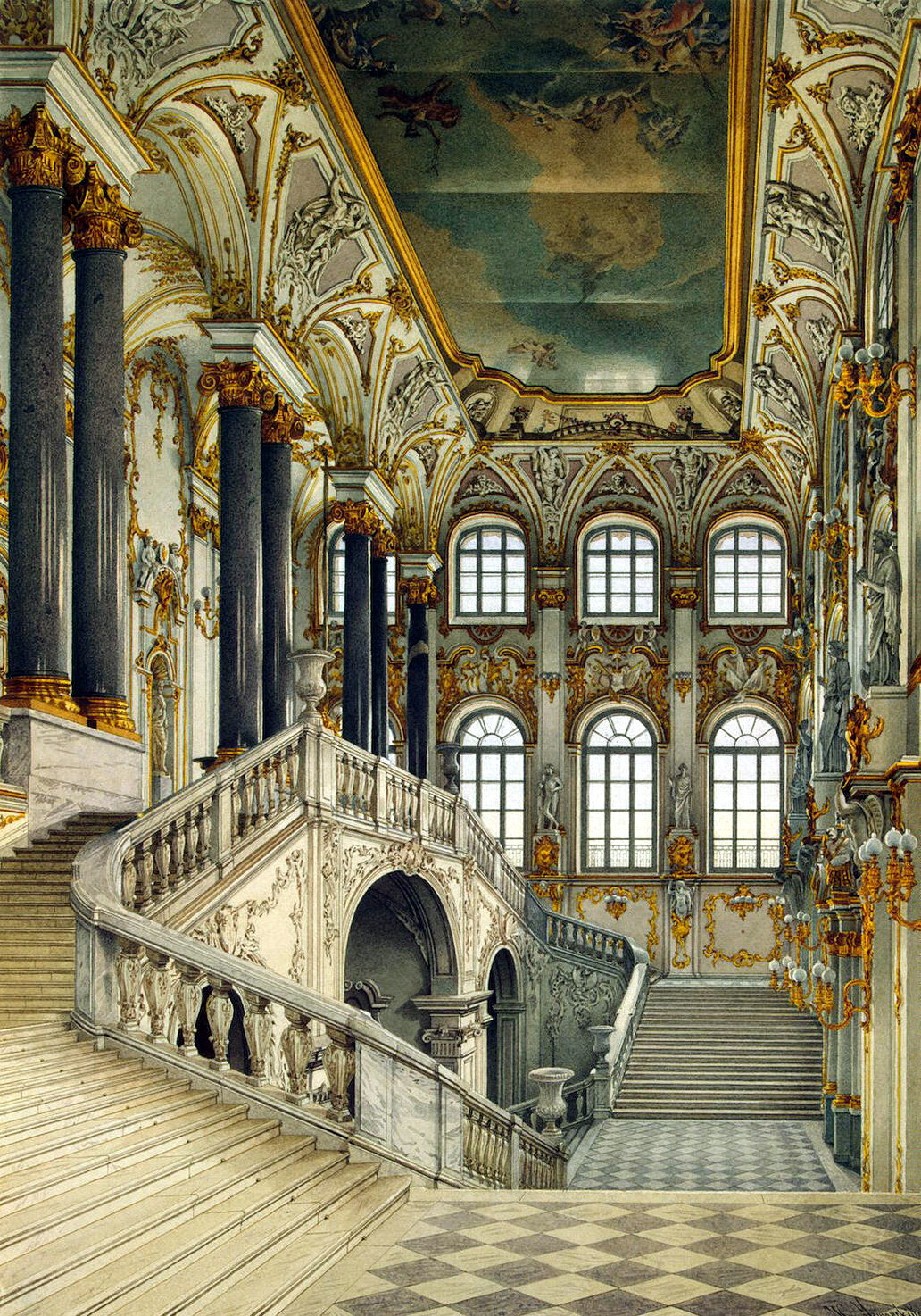
La escalera del Jordán del Palacio de Invierno, de Konstantin Ukhtomsky (1866)

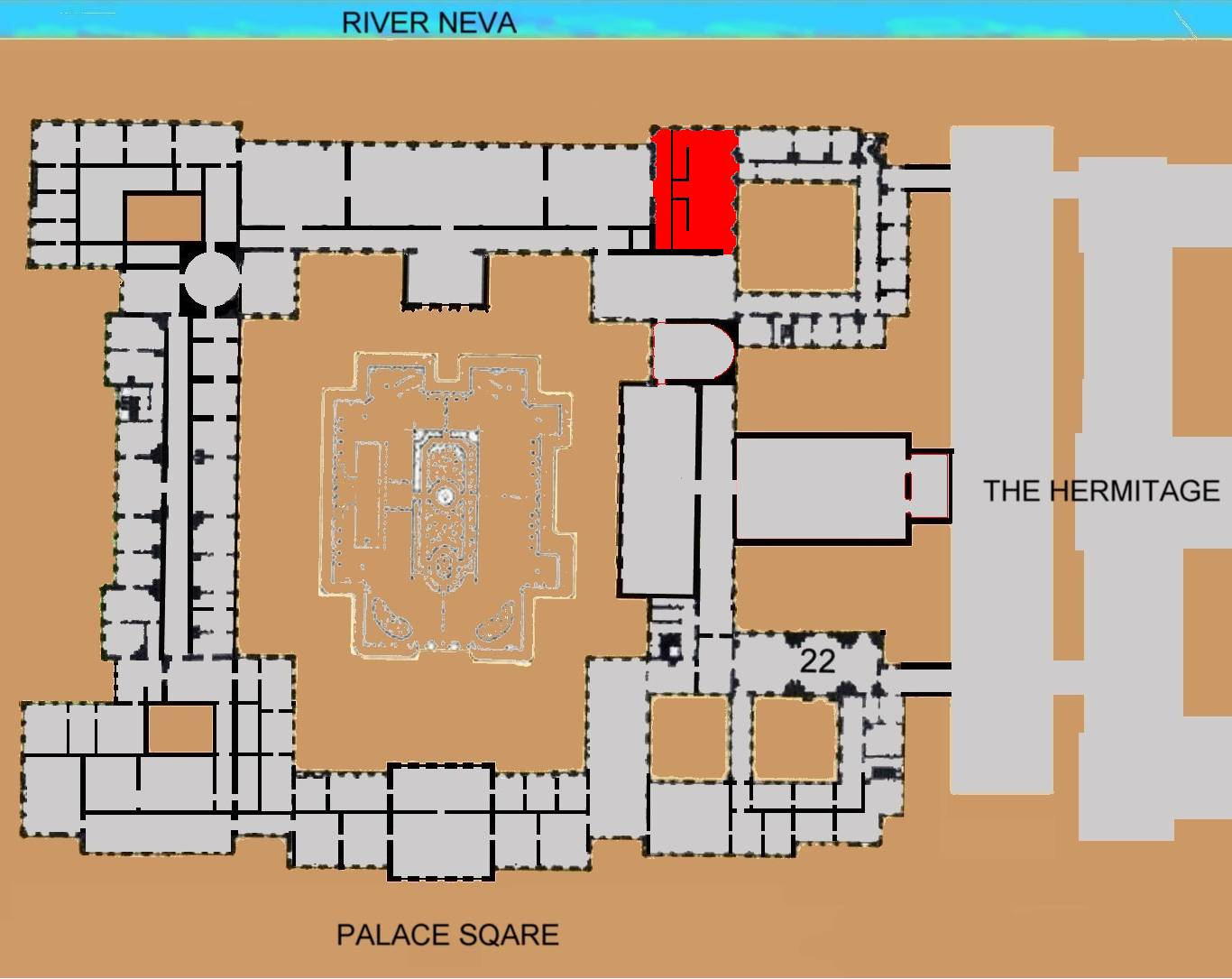
Ubicación de la Escalera del Jordán, dentro del palacio.

La escalera del Jordán es la escalera principal del Palacio de Invierno, San Petersburgo, de tipo imperial. Se llama así porque en la Fiesta de la Epifanía el Zar descendió esta escalera imperial para la ceremonia de la Bendición de las aguas del río Neva, una celebración en conmemoración del Bautismo de Jesús de Nazaret en el río Jordán. Esta escalera es una de las pocas partes del palacio que conserva su estilo original del siglo XVIII, aunque las enormes columnas de granito gris se agregaron a mediados del siglo XIX. 
La escalera resultó gravemente dañada por un incendio que arrasó el palacio en 1837, pero Nicolás I ordenó al arquitecto encargado de la reconstrucción, Vasili Stásov, restaurarla utilizando los planos originales de Francesco Bartolomeo Rastrelli. Stasov hizo dos pequeños cambios: reemplazó los pasamanos originales de bronce dorado con mármol blanco y las columnas rosas originales con granito gris. 
Hoy forma parte del Museo Estatal del Hermitage conservando su decoración original.

## Historia
Durante las recepciones y eventos de estado, estas escaleras eran un punto focal para los invitados que llegaban. Después de entrar al palacio a través de la entrada de los Embajadores, en el patio central, pasarían por el Jordán Hall de la planta baja, un espacio columnado antes de subir las escaleras a los apartamentos estatales. La zona inferior estaba sombreada, lo que creaba un gran efecto al entrar en las escaleras inundadas de luz por los dos niveles de ventanas, que se reflejaba en los espejos del conjunto simétrico de ojos de buey en el lado opuesto. Rastrelli había utilizado esta idea antes en el Salón de Baile del Gran Palacio de Peterhof (1751-1752) y en la Gran Escalera y el Gran Salón del Palacio de Tsarskoye Selo (1751-1756). 
Después de un baile en el Palacio de Invierno en 1902, la duquesa de Sutherland escribió: "Las escaleras del palacio estaban custodiadas por cosacos, con cientos de lacayos con libreas escarlata, nunca en mi vida había visto un espectáculo tan brillante — la luz, los uniformes, las enormes salas, la multitud, la música, haciendo un espectáculo casi bárbaro".

## Descripción
En la parte superior de las escaleras, Rastrelli dispuso una pequeña galería separada del resto del espacio por columnas gemelas. La entrada principal del traje del Neva está decorada por un magnífico portal con columnas que sostienen un frontón con una orla y una escultura. A ambos lados del portal hay nichos con estatuas de Marte y Apolo. En 1758 comenzaron los trabajos de acabado. En el segundo nivel de las paredes sobre pedestales, se colocaron estatuas alegóricas de Justicia, Misericordia, Valor Militar y Prosperidad del Comercio. En las arenas de los ventanales se han colocado bajorrelieves de estandartes y trofeos de guerra.
Rastrelli recibió el encargo de Fontebasso en Italia para crear el pintoresco plafón. Las barandillas y balaustres de las escaleras, los jarrones y las bases de las columnas debían ser de cobre dorado. Las paredes se pintarían de rosa, mientras que la rocaille de estuco permanecería blanca. Sin embargo, en 1761 las paredes y columnas de madera estaban revestidas de mármol artificial y las rocallas estaban doradas.
La caja de la escalera tiene un techo del siglo XVIII que representa a los dioses del Olimpo y está decorado con estatuas de alabastro de Sabiduría y Justicia de Mikhail Terebenev (1795-1866); Grandeza y opulencia de Alexander Ustinov (1796-1868); Fidelidad and Equity de Ivan Leppe; y Mercurio y Marte de Apollon Manyulov. En el centro del primer rellano se encuentra la Alegoría del Estado, una escultura de mármol anónima del siglo XVIII.

## Galería

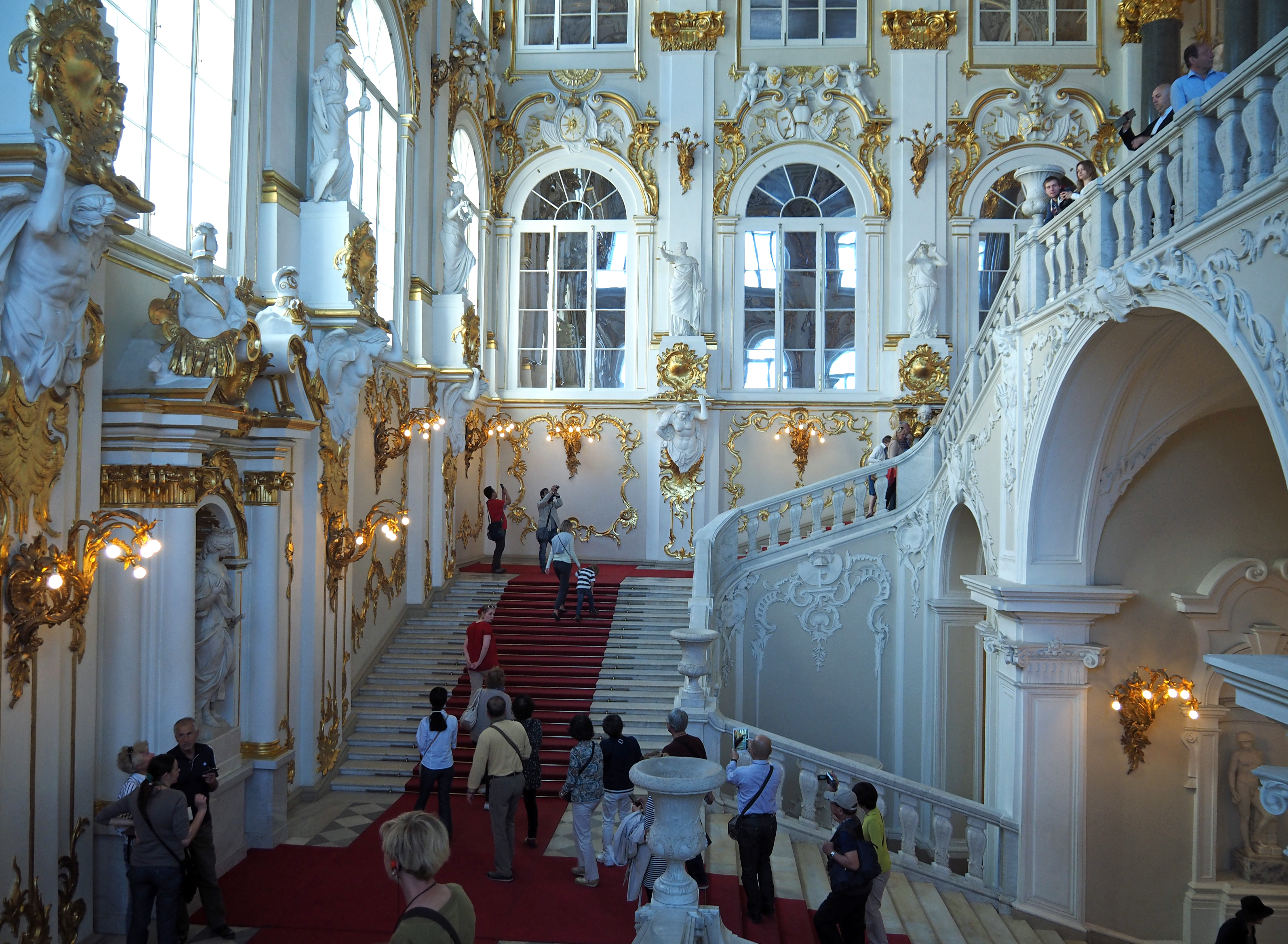
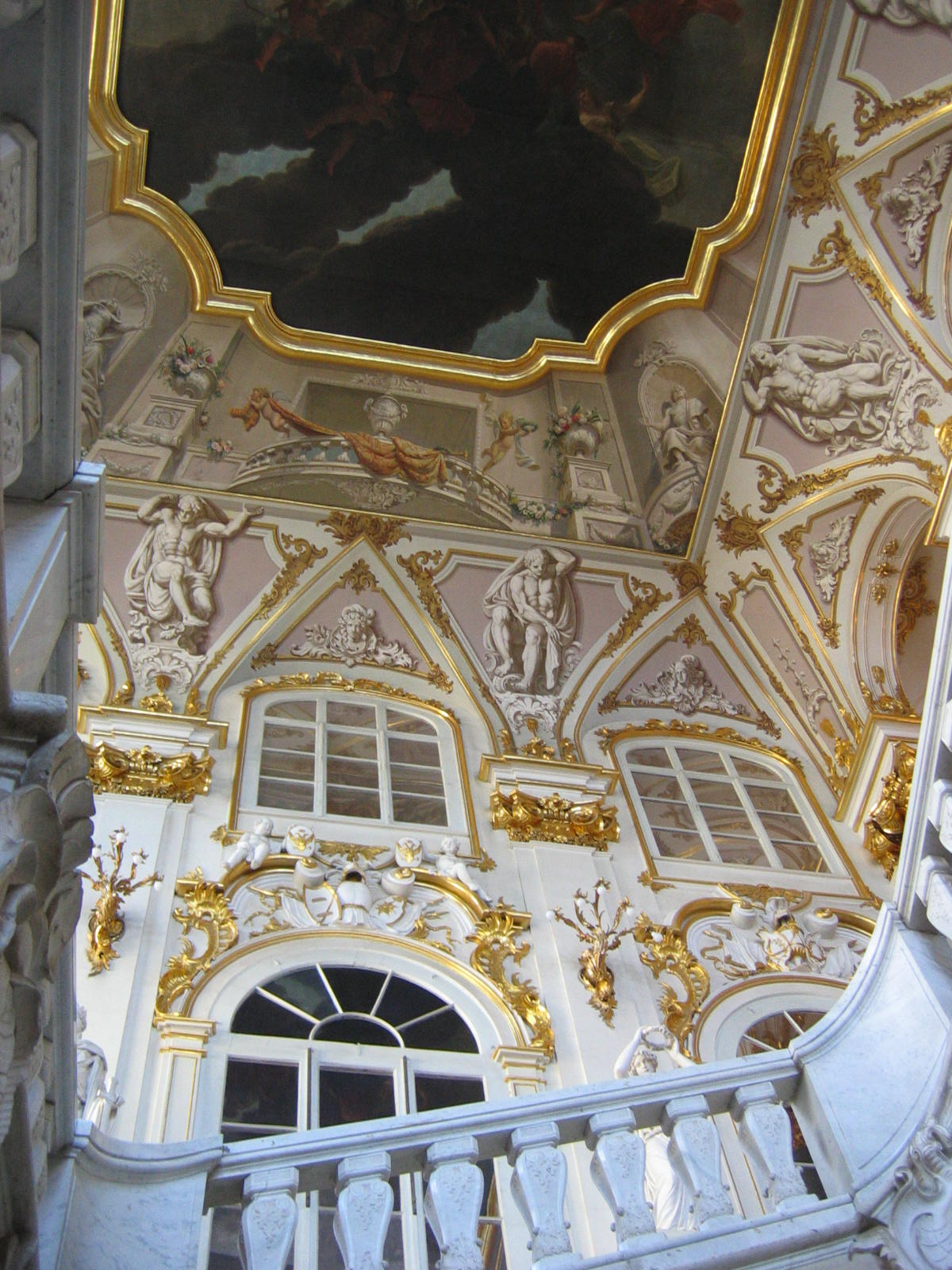
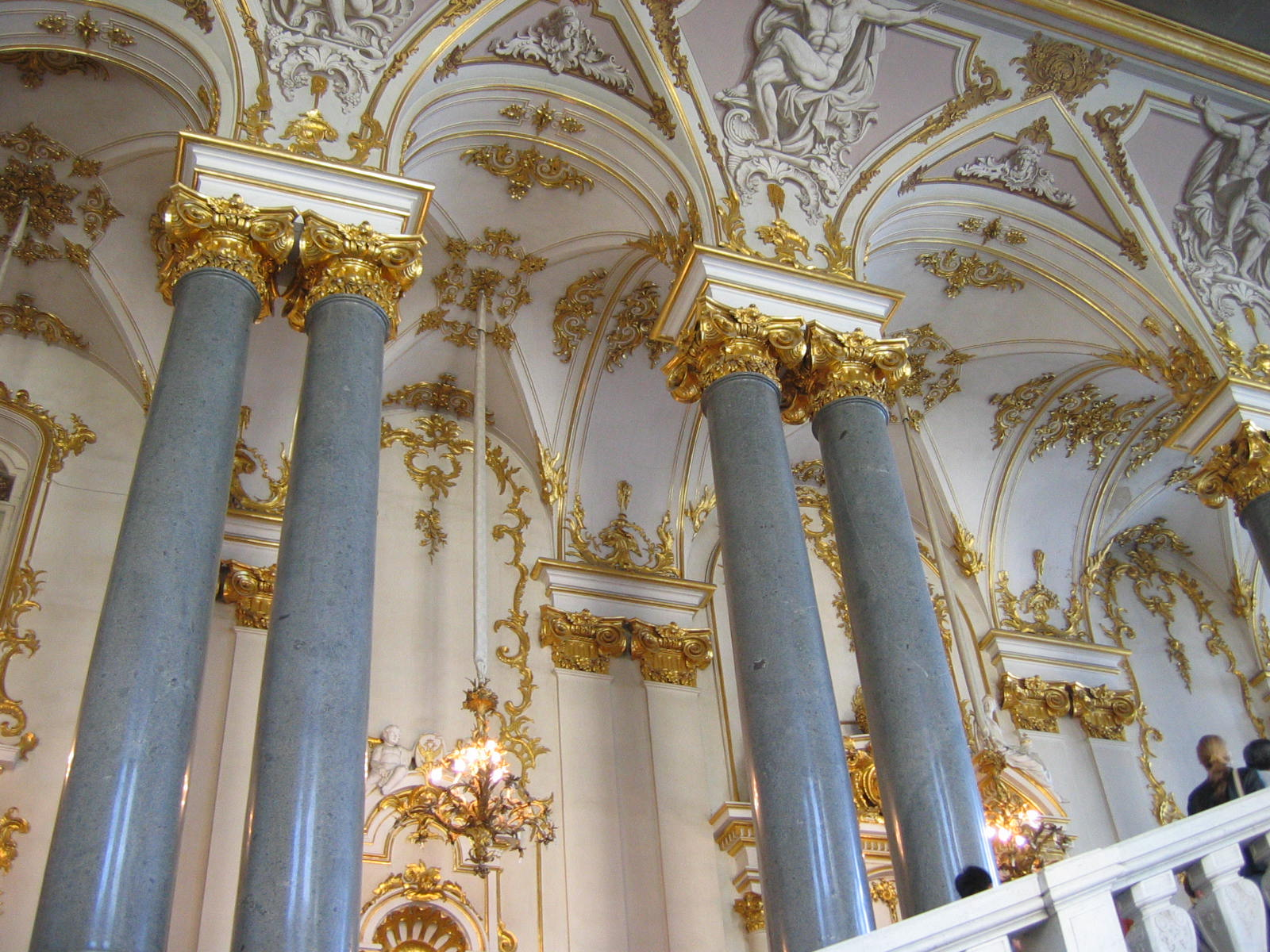
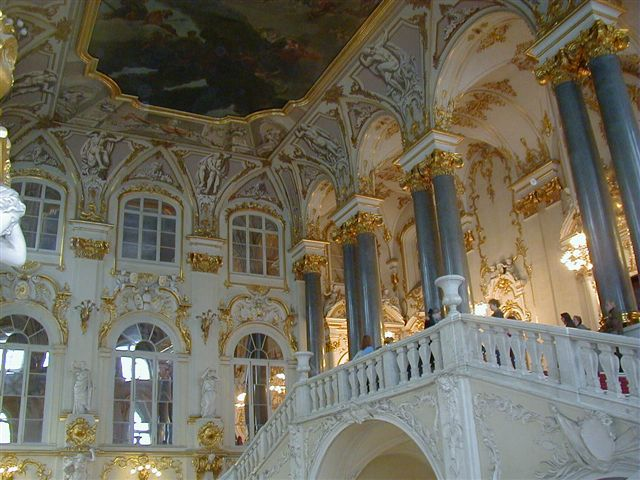
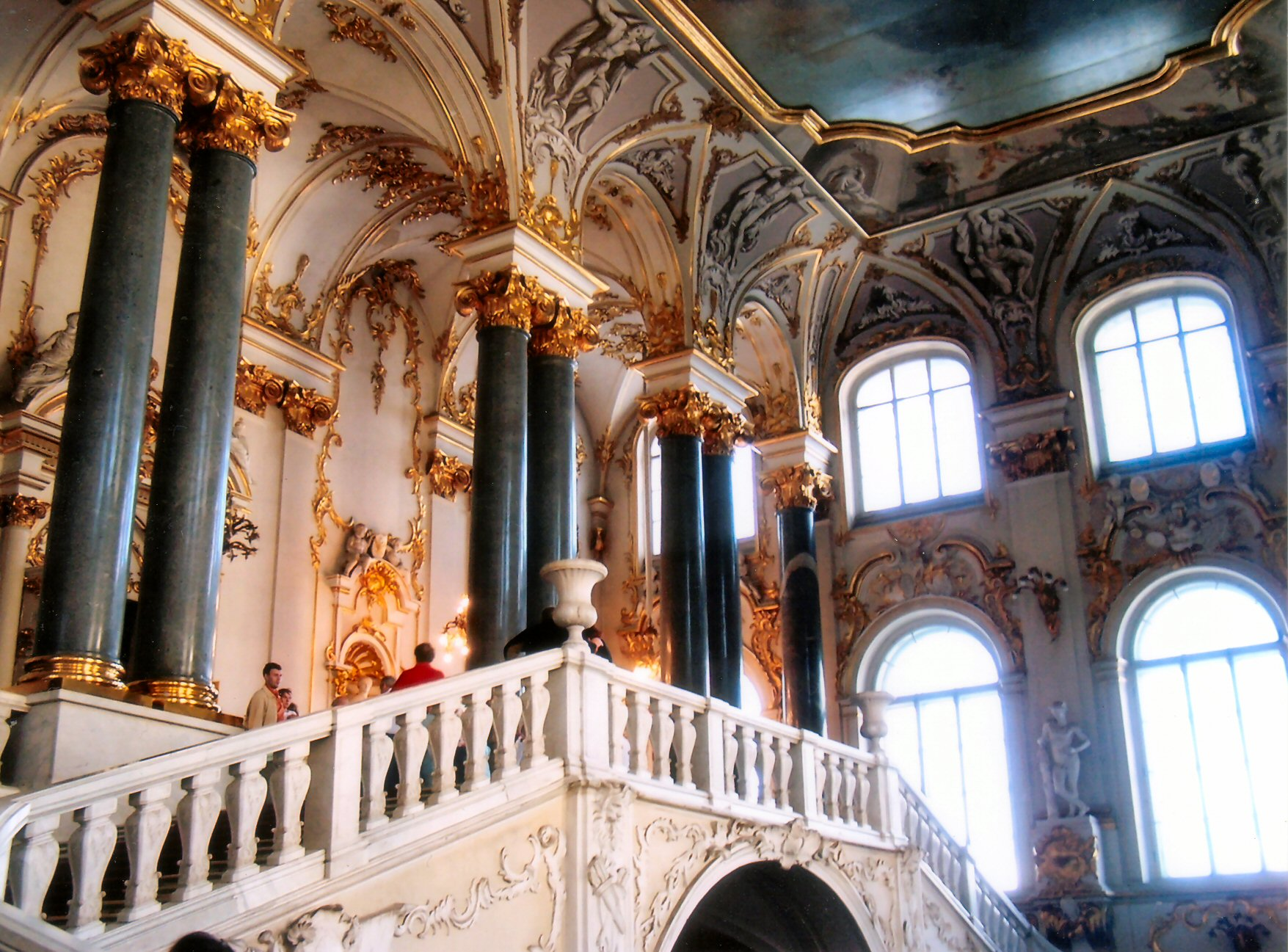
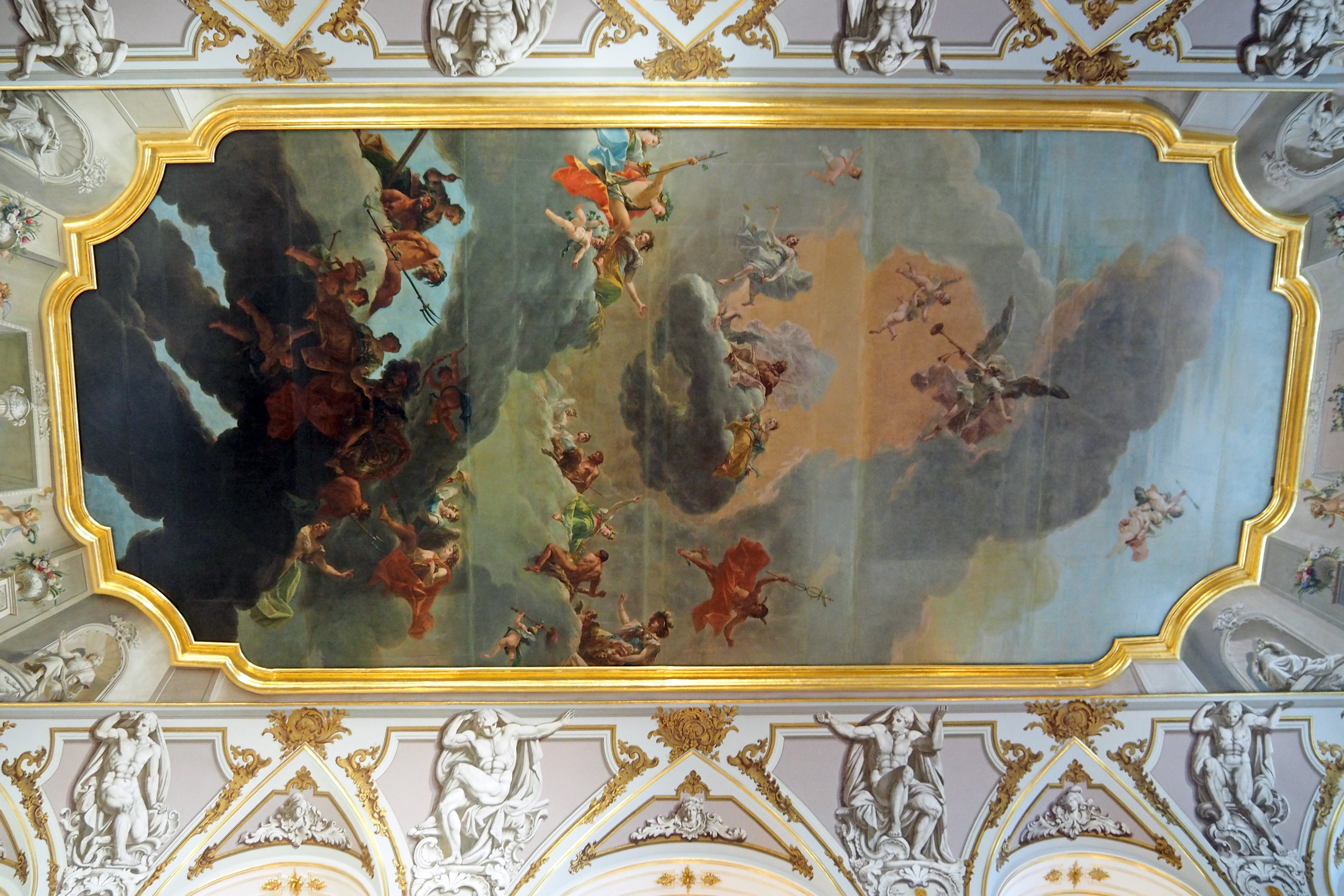
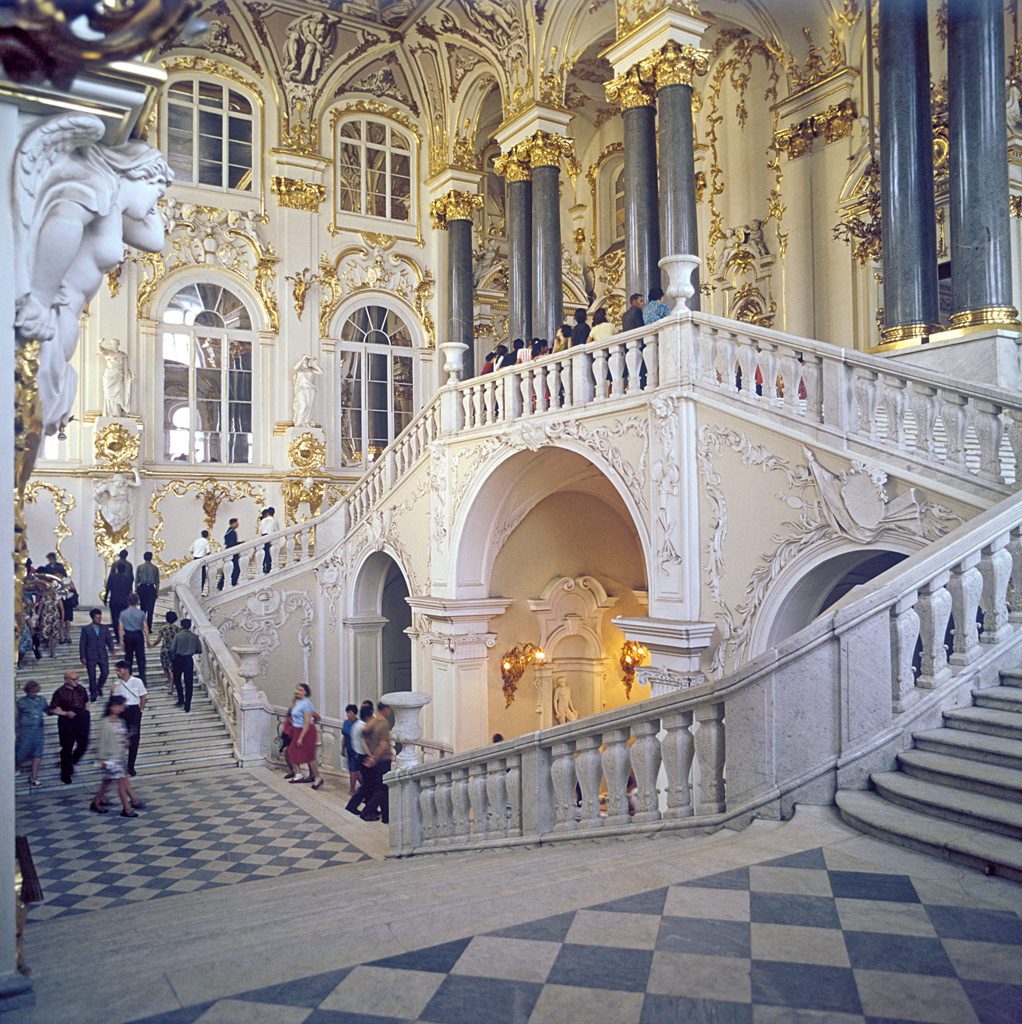
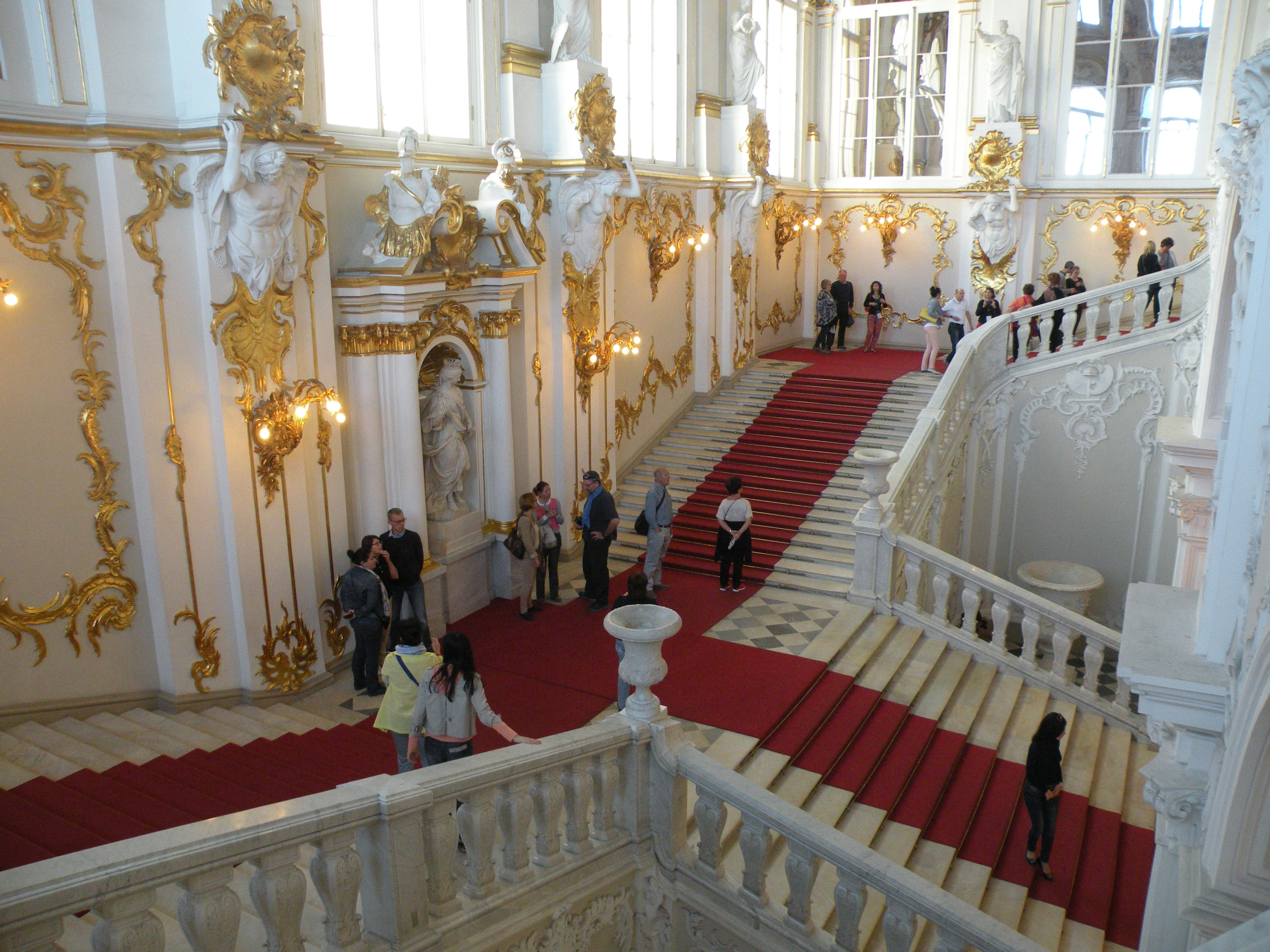